# Catarhoe
Catarhoe is een geslacht van vlinders uit de familie van de spanners (Geometridae).

## Soorten
- C. arachne Wiltshire, 1967
- C. basochesiata (Duponchel, 1831)
- C. crebrolineata Kutnetsov, 1960
- C. cuculata

Bonte walstrospanner (Hufnagel, 1767)
- C. cupreata (Herrich-Schäffer, 1838)
- C. hortulanaria (Staudinger, 1879)
- C. mazeli Viidalepp, 2008
- C. nyctichroa Hampson, 1912
- C. obscura Butler, 1878
- C. palaestinensis Staudinger, 1896
- C. permixtaria (Herrich-Schäffer, 1856)
- C. putridaria (Herrich-Schäffer, 1852)
- C. renodata Püngeler, 1909
- C. rubidata

Roodbruine walstrospanner (Denis & Schiffermüller, 1775)
- C. semnana Wiltshire, 1970
- C. tadzhikaria Shchetkin, 1956
- C. tangaba Wiltshire, 1952
- C. turkmenaria Shchetkin, 1956
- C. yokohamae Butler, 1881